# Rodna uloga
Rodna uloga, poznata i kao spolna uloga, društvena je uloga koja obuhvaća niz ponašanja i stavova koji se općenito smatraju prihvatljivim, prikladnim ili poželjnim za osobu na temelju spola te osobe. Rodne uloge obično su usredotočene na koncepcije muškosti i ženstvenosti, iako postoje iznimke i varijacije.
Specifičnosti u vezi s tim rodnim očekivanjima mogu se razlikovati među kulturama, dok druge karakteristike mogu biti uobičajene u nizu kultura. Osim toga, rodne uloge (i percipirane rodne uloge) razlikuju se ovisno o rasi ili etničkoj pripadnosti osobe.
Rodne uloge utječu na širok raspon ljudskog ponašanja, često uključujući odjeću koju osoba odluči nositi, profesiju koju osoba obavlja, osobne odnose u koje osoba ulazi i kako se ponašaju unutar tih odnosa. Iako su se rodne uloge razvile i proširile, tradicionalno drže žene u "privatnoj" sferi, a muškarce u "javnoj" sferi.
Različite skupine, ponajviše feministički pokreti, predvodile su napore za promjenu aspekata prevladavajućih rodnih uloga za koje vjeruju da su opresivne, netočne i seksističke.

## Pozadina
Rodna uloga, poznata i kao seksualna uloga, društvena je uloga koja obuhvaća niz ponašanja i stavova koji se općenito smatraju prihvatljivim, prikladnim ili poželjnim za osobu na temelju spola te osobe.

U sociologiji roda, proces kojima pojedinac uči i stječe rodnu ulogu u društvu naziva se rodna socijalizacija. uloge su kulturno specifične, i dok većina kultura razlikuje samo dvije (dječak/muškarac i djevojčica/žena), druge prepoznaju više. Neka nezapadna društva imaju tri spola: muškarce, žene i treći spol. Buginese društvo je identificiralo pet spolova. Androginija je ponekad predložena i kao treći spol. Androgina ili androgina osoba je netko s kvalitetama koje se odnose i na muški i na ženski spol. Neki se pojedinci identificiraju bez ikakvog spola.
Mnoge transrodne osobe identificiraju se jednostavno kao muškarci ili žene i ne predstavljaju zaseban treći spol. Biološke razlike između (nekih) trans žena i cisgender žena povijesno su tretirane kao relevantne u određenim kontekstima, posebno one u kojima biološke osobine mogu donijeti nepoštenu prednost kao što je sport.
Rodna uloga nije isto što i rodni identitet, što se odnosi na unutarnji osjećaj vlastitog spola, bez obzira na to je li u skladu s kategorijama koje nude društvene norme ili ne. Točka u kojoj se ti internalizirani rodni identiteti eksternaliziraju u skup očekivanja je geneza rodne uloge.

## Teorije roda kao društvenog kontrukta
Prema društvenom konstrukcionizmu, rodno ponašanje uglavnom je posljedica društvenih konvencija. Teorije poput evolucijske psihologije ne slažu se s tim stajalištem.
Većina djece uči kategorizirati se prema spolu do treće godine života. Od rođenja, tijekom rodne socijalizacije, djeca uče rodne stereotipe i uloge od svojih roditelja i okoline. Tradicionalno, dječaci uče manipulirati svojim fizičkim i društvenim okruženjem fizičkom snagom ili spretnošću, dok se djevojke uče predstavljati kao predmeti koje treba promatrati. Društveni konstrukcionisti tvrde da se razlike između muškog i ženskog ponašanja bolje mogu pripisati dječjim aktivnostima odvojenim od spola nego bilo kojoj bitnoj, prirodnoj, fiziološkoj ili genetskoj predispoziciji.
Kao aspekt teorije uloga, teorija rodnih uloga "tretira ove različite raspodjele žena i muškaraca u uloge kao primarno podrijetlo društvenog ponašanja diferenciranog spolom, [i pretpostavlja da] je njihov utjecaj na ponašanje posredovan psihološkim i društvenim procesima." Prema Gilbertu Herdtu, rodne uloge proizašle su iz dopisnog zaključka, što znači da je opća podjela rada proširena na rodne uloge.
Socijalni konstrukcionisti rodne uloge smatraju hijerarhijskim i patrijarhalnim. Pojam patrijarhat, prema istraživaču Andreju Cherlinu, definira "društveni poredak koji se temelji na dominaciji žena od strane muškaraca, posebno u poljoprivrednim društvima".

## Glavni teoretičari

### Talcott Parsons
Muške kulture očekuju od muškaraca da budu asertivni, ambiciozni i natjecateljski raspoloženi, da teže materijalnom uspjehu i da poštuju sve što je veliko, snažno i brzo. Muške kulture očekuju od žena da služe i brinu se za nematerijalnu kvalitetu života, za djecu i slabije. Ženske kulture, s druge strane, definiraju društvene uloge spolova koje se relativno preklapaju, u kojima, posebno, muškarci ne moraju biti ambiciozni ili natjecateljski raspoloženi, već mogu težiti drugačijoj kvaliteti života od materijalnog uspjeha; ljudi mogu poštovati sve što je malo, slabo i sporo.
U ženskim kulturama skromnost i odnosi su važne karakteristike. To se razlikuje od muških kultura, gdje samopoboljšanje dovodi do povećanog samopoštovanja. Muške kulture su individualističke, dok su ženske kulture kolektivnije zbog značaja osobnih odnosa.

### West i Zimmerman
Candace Zapad i Don H. Zimmerman razvili su interakcionistički pogled na spol koji nadilazi njegovu izgradnju "uloga". Za njih je spol "proizvod jedne ili druge vrste društvenih akcija koje poduzimaju muškarci i žene čija je kompetencija kao članova društva talac njegove proizvodnje". Kehlan kao " etnometodološki pristup "koji analizira" mikro interakcije kako bi otkrio kako se postiže objektivna i dana priroda svijeta", sugerirajući da spol ne postoji dok se empirijski ne opazi i ne ostvari interakcijama. Zapad i Zimmerman tvrdili su da upotreba izraza "uloga" za opisivanje rodnih očekivanja skriva proizvodnju roda kroz svakodnevne aktivnosti. Nadalje, izjavili su da su uloge lokalizirani identiteti, poput "medicinske sestre" i "studenta", koji se razvijaju kako situacija zahtijeva, dok je spol temeljni identitet bez određenog mjesta ili organizacijskog konteksta. Prema njihovom mišljenju,"konceptualizacija spola kao uloge otežava procjenu njegovog utjecaja na druge uloge i smanjuje njegovu objašnjenu korisnost u raspravi o moći i nejednakosti." Zapad i Zimmerman vide spol kao individualnu produkciju koja odražava i konstruira interaktivna i institucionalna rodna očekivanja.

## Biološki čimbenici
Povijesno gledano, rodne uloge uglavnom su se pripisivale biološkim razlikama između muškaraca i žena. Iako istraživanja pokazuju da biologija igra ulogu u rodnom ponašanju, opseg njezinog utjecaja na rodne uloge manje je jasan.
Ideje o prikladnom rodnom ponašanju razlikuju se ovisno o kulturi i Eri, iako se nekim aspektima posvećuje veća pažnja od drugih. U studiji na ivi, ispitanici su upitani misle li da bi najamni rad trebao biti ograničen samo na muškarce u slučaju nedostatka radnih mjesta: na Islandu je udio onih koji su pristali na prijedlog bio 3,6%; dok je u Egiptu iznosio 94,9%.
Različite vjerske i kulturne skupine unutar iste zemlje mogu imati različite norme koje pokušavaju "kontrolirati" unutar vlastitih skupina, uključujući rodne norme.
Uloge žena u kršćanstvu danas se mogu znatno razlikovati (kao što su se povijesno mijenjale od novozavjetne crkve iz prvog stoljeća). To se posebno odnosi na brak i službene položaje ministara u određenim kršćanskim denominacijama, crkvama i izvancrkvenim organizacijama.

#### Islam
Način na koji se poštuju rodne uloge uvelike ovisi o kulturi. Dok neke kulture potiču muškarce i žene da preuzmu iste uloge, druge potiču tradicionalniju, manje dominantnu ulogu žena.

#### Hinduizam
Hinduistička božanstva imaju dvosmisleniji rodni sastav od božanstava drugih svjetskih religija. To informira odnose između žena i muškaraca i kako se razumiju razlike između muškaraca i žena.

### Istraživanje braka u SAD-u
Institucija braka utječe na rodne uloge, nejednakosti i promjene. U Sjedinjenim Državama rodne uloge prenose mediji, socijalna interakcija i jezik. Kroz ove platforme društvo je utjecalo na ljude da od malih nogu ispunjavaju stereotipne rodne uloge u heteroseksualnom braku. O ulogama koje se tradicionalno dodjeljuju prema biološkom spolu supružnici sve više raspravljaju na jednakoj osnovi.

#### Komunikacija rodnih uloga u Sjedinjenim Državama
U SAD-u samohrani muškarci nadmašuju samohrane žene u omjeru od 100 samohranih žena do 86 samohranih muškaraca, iako nikad oženjeni muškarci stariji od 15 godina nadmašuju žene u omjeru 5:4 (33,9% prema 27,3%), prema istraživanju američke popisne zajednice iz 2006.godine.. Rezultati se razlikuju ovisno o dobnim skupinama: 118 samohranih muškaraca na 100 samohranih žena starijih od 20 godina naspram 33 samohrana muškarca na 100 samohranih žena starijih od 65 godina.
Brojevi se također razlikuju u različitim zemljama. Na primjer, u Kini ima mnogo više mladića nego mladih žena, a očekuje se da će se ta nejednakost povećati. U regijama s nedavnim sukobima, poput Čečenije, znatno je više žena nego muškaraca.

#### Mediji
U današnjem društvu mediji zasićuju gotovo svaki aspekt ljudskog života. Čini se neizbježnim da je društvo pod utjecajem medija i onoga što oni prikazuju. Uloge su odvojene prema spolu, što znači da se i na muškarce i na žene različito gleda na temelju biološkog spola, a budući da se spolne uloge internaliziraju, mediji imaju izravan utjecaj na pojedince. Razmišljanje o tome kako se parovi ponašaju u romantičnim TV emisijama ili filmovima i kako su žene prikazane kao pasivne u oglasima u časopisima otkriva mnogo o tome kako se percipiraju rodne uloge u društvu i u heteroseksualnim brakovima. Tradicionalne rodne uloge muškarca vide kao "tvorca, zaštitnika i hranitelja", a ženu kao "lijepu i pristojnu, ali ne previše agresivnu, ne previše otvorenu ili previše inteligentnu". Ljudi uče oponašanjem i socijalnom interakcijom, kako u fizičkom svijetu, tako i putem medija: televizije, časopisa, oglašavanja, novina, Interneta itd. tvrdi da su "rodne interakcije, struktura i kulturna značenja isprepleteni na međusobno ojačavajuće i kontradiktorne načine".

#### Društvena interakcija
Rodne uloge u heteroseksualnim brakovima internaliziraju se oponašanjem. Ljudi uče što društvo smatra prikladnim rodnim ponašanjem oponašajući ponavljanje postupaka svog uzora ili roditelja istog biološkog spola. U braku često rodne uloge svake osobe određuju njegovi roditelji. Kad bi supruga ODRASLA oponašajući postupke tradicionalnih roditelja, a suprug netradicionalne roditelje, njihovi pogledi na bračne uloge bili bi različiti. Jedan od načina na koji ljudi mogu steći ove stereotipne uloge je kroz sustav nagrađivanja i kažnjavanja. Kad djevojčica oponaša majku dok obavlja tradicionalne kućanske poslove, često je nagrađena rekavši da je dobra u poslu. Nekonvencionalno, da je dječačić obavljao iste zadatke, najvjerojatnije bi bio kažnjen jer se ponašao ženstveno. Budući da se društvo pridržava ovih očekivanih uloga za muškarce i žene u braku, to stvara uzor djeci.

#### Promjena rodnih uloga u braku
Tijekom godina rodne uloge nastavile su se mijenjati i imale su značajan utjecaj na instituciju braka. Tradicionalno su muškarci i žene imali potpuno suprotne uloge, muškarci su se smatrali hraniteljima obitelji, a žene čuvaricama i doma i obitelji. Međutim, u današnjem društvu podjela uloga počinje se zamagljivati. Sve više i više ljudi prilagođava netradicionalne rodne uloge u svojim brakovima kako bi podijelili odgovornosti. Ovaj pogled na rodne uloge traži jednakost među spolovima. U današnjem društvu vjerojatnije je da su muž i žena hranitelji svoje obitelji. Sve više žena dolazi na posao, dok sve više muškaraca doprinosi kućanskim poslovima.
Nakon otprilike 1980.stopa razvoda u Sjedinjenim Državama stabilizirala se. Znanstvenici iz sociologije objašnjavaju da je ova stabilizacija bila posljedica nekoliko čimbenika, uključujući, ali ne ograničavajući se na promjenu rodnih uloga. Stavovi prema promjeni rodnih uloga mogu se podijeliti u dvije perspektive: tradicionalnu i egalitarnu. Tradicionalni stavovi podržavaju određene odgovornosti za spolove-supruge odgajaju djecu i održavaju kuću urednom, a muževi su hranitelji. Egalitarni stavovi podržavaju jednako izvršavanje dužnosti oba spola-i supruge i muževi su hranitelji i oboje sudjeluju u odgoju djece i održavanju kuće urednom. U posljednjih 40 godina odnosi u brakovima postali su egalitarniji. Dvije studije provedene početkom 2000-ih pokazale su snažnu korelaciju između egalitarnih stavova i sreće i zadovoljstva u braku, za koje znanstvenici vjeruju da dovode do stabilizacije stope razvoda. Rezultati studije iz 2006.godine koju je provela Gail Kaufman, profesorica sociologije, otkrili su da oni koji imaju egalitarne stavove prijavljuju znatno višu razinu bračne sreće od onih s tradicionalnijim stavovima. Druga studija koju je proveo Marshall 2008.godine pokazala je da kvalitetniji odnosi uključuju ljude s egalitarnijim uvjerenjima. Lindemann, sociologinja koja proučava spol, seksualnost, obitelj i kulturu, sugerirala je da je promjena rodnih uloga i egalitarnih stavova dovela do stabilnosti braka kroz zadatke koje su obavljala oba partnera, poput rada do kasno i odvođenja bolesne djece iz škole. Iako još uvijek postoji jaz u rodnim ulogama, uloge u brakovima postale su manje rodne i ravnopravnije u odnosu na ono što su tradicionalno bile.

### Preokret uloga
Tijekom povijesti supružnicima su dodijeljene određene javne funkcije. Pojavom novog svijeta pojavile su se očekivane uloge koje je svaki supružnik morao posebno ispuniti. Muževi su uglavnom bili zaposleni poljoprivrednici. Žene su se brinule o djeci i kući. Međutim, uloge se sada mijenjaju, pa čak i mijenjaju.
Društva se mogu promijeniti na takav način da se rodne uloge brzo mijenjaju. U 21.stoljeću došlo je do pomaka u rodnim ulogama zbog različitih čimbenika kao što su nove obiteljske strukture, obrazovanje, mediji i nekoliko drugih. Istraživanje Zavoda za statistiku rada iz 2003.pokazalo je da oko 1/3 supruga može zaraditi više od svojih muževa.
S obzirom na važnost obrazovanja koja se naglašava u cijeloj zemlji i pristup visokom obrazovanju (na primjer, putem interneta), žene su počele podizati razinu obrazovanja. Žene su se također počele više baviti rekreativnim aktivnostima poput sporta, koje su se u prošlosti smatrale dijelom muškaraca. Očevi se također sve više uključuju u odgoj svoje djece, umjesto da odgovornost stavljaju isključivo na majku.
Broj Očeva koji ostaju kod kuće u SAD-u gotovo se udvostručio između 1989.i 2012., s 1,1 milijuna na 2,0 milijuna, prema istraživačkom centru za Iphine. Čini se da se ovaj trend odražava u brojnim zemljama, uključujući Veliku Britaniju, Kanadu i Švedsku. Međutim, Pugh je također otkrio da, barem u SAD-u, Čini se da javno mnijenje općenito pokazuje značajnu pristranost u korist majke kao njegovatelja u odnosu na oca, bez obzira na bilo kakvu promjenu stvarnih uloga svakog od njih.
Osim Sjeverne Amerike i Europe, postoje i druge regije u kojima se mijenjaju i rodne uloge. U Aziji je Hong Kong vrlo blizak SAD-u jer su žene kirurzi u tim društvima jako usredotočeni na kućni život, dok je Japan više usredotočen na posao. Nakon što žena kirurg rodi u Hong Kongu, želi smanjiti svoj radni raspored, ali nastavlja raditi puno radno vrijeme (60-80 sati tjedno) Kao i u Hong Kongu, Japanski kirurzi i dalje rade prekovremeno, ali pokušavaju promijeniti svoj raspored kako bi bili više kod kuće (na kraju rade manje od 60 sati). Iako na sva tri mjesta žene rade na prvim linijama, žene kirurzi u SAD-u i Hong Kongu osjećaju veću ravnopravnost spolova kod kuće, gdje imaju jednaku, ako ne i veću kontrolu nad svojim obiteljima, a japanski kirurzi vjeruju da muškarci još uvijek imaju kontrolu.
Velika promjena dogodila se u Hong Kongu jer su se supruge navikle nositi s nesretnim brakom. Sada se kineske supruge razvode od svojih muževa kad se osjećaju jadno u svojim brakovima i financijski su stabilne. Zbog toga se supruga čini sposobnijom kontrolirati vlastiti život, umjesto da dopusti mužu da je kontrolira. U mnogim društvima, ali posebno u Singapuru i Taipeiju, žene imaju više poslova koji zauzimaju vodeće pozicije (tj. Liječnik ili menadžer) i manje poslova kao redovni radnik (tj . Službenik ili prodavač). Muškarci u Singapuru također imaju više rukovodećih pozicija, ali imaju i više nižih pozicija. U prošlosti su žene dobivale poslove niže razine, a muškarci su bili na svim rukovodećim pozicijama. Singapur, Taipei i Hong Kong bilježe porast nezaposlenosti muškaraca, pa žene moraju više raditi kako bi prehranile svoje obitelji.
U Indiji se žene rano udaju i moraju voditi kućanstvo čak i ako nisu završile školu. Smatra se sramotnim ako žena mora raditi izvan kuće kako bi pomogla uzdržavati obitelj. Mnoge žene otvaraju posao s nakitom kod kuće i zahvaljujući tome imaju vlastite bankovne račune. Žene srednjih godina sada mogu raditi bez srama jer više ne rađaju djecu.
Iako su se postojeća istraživanja uglavnom fokusirala na rodne stavove ili stavove povezane s poslom, do sada nije bilo istraživanja o određenim ulogama u kući. U prilog Hofstedeovim nalazima iz 1980.godine da su "kulture visoke muškosti povezane s niskim postotkom žena zaposlenih u profesionalnom i tehničkom području", vrijednosti testa jednakosti povezane s poslom bile su niže za Kineze nego za Amerikance. To potvrđuje i udio žena koje su imale profesionalne položaje u Kini (mnogo manje nego u Americi), podaci koji jasno ukazuju na ograničenja mogućnosti otvorenih za žene u modernom istočnom društvu. Nasuprot tome, nije bilo razlike između stajališta Kineza i Amerikanaca o rodnim ulogama u obitelji.

## Komunikacija
Komunikacija igra veliku ulogu u procesu u kojem ljudi postaju muškarci ili žene, jer se svaki spol obučava u različitim jezičnim praksama. Spol diktira društvo kroz očekivanja o ponašanju i izgledu, a zatim se prenosi s jedne osobe na drugu kroz proces komunikacije. Rod ne stvara komunikaciju, komunikacija stvara spol.
Na primjer, žene su često izražajnije i intuitivnije u svojoj komunikaciji, ali muškarci imaju tendenciju da igraju važnu ulogu i natječu se. Nadalje, postoje razlike u prihvaćenom komunikacijskom ponašanju muškaraca i žena. Da bi se poboljšala komunikacija među spolovima, ljudi koji se identificiraju kao muškarci ili žene moraju razumjeti razlike između svakog spola.
Kao što je otkrila Kara Tigue (Sveučilište McMaster u Hamiltonu, Kanada), važnost moćnog vokala za žene na rukovodećim pozicijama ne može se podcijeniti, kao što je poznato opisano u izvještajima o godinama Margaret Thatcher na vlasti.

### Neverbalna komunikacija
Hall je objavio opservacijsku studiju o neverbalnim rodnim razlikama i raspravljao o kulturnim razlozima tih razlika. U svom istraživanju primijetila je da se žene više smiješe i smiju te bolje razumiju neverbalne znakove. Vjerovala je da se žene potiču da budu emocionalno izražajnije u svom jeziku, što dovodi do toga da su razvijenije u neverbalnoj komunikaciji.
Muškarci su, s druge strane, naučeni biti manje izražajni, potiskivati svoje emocije, biti manje neverbalno aktivni u komunikaciji i sporadičnije koristiti neverbalne znakove. Većina studija o neverbalnoj komunikaciji opisala je žene kao izražajnije i procijenjeno točne u neverbalnoj komunikaciji kada je bila povezana s emocionalnim izražavanjem; ostali neverbalni izrazi bili su slični ili isti za oba spola.
Mccuiston i Morris također su primijetili značajnu razliku u muškoj i ženskoj neverbalnoj komunikaciji. Otkrili su da muškarci češće pokazuju govor tijela povezan s dominacijom, poput kontakta očima i međuljudske udaljenosti, nego žene.

## Vanjske poveznice
- OHCHR / rodni stereotipi. Sažetak međunarodnih ugovora koji se odnose na rodne stereotipe. Ankete o rodnim ulogama koje je proveo istraživački centar Pugh